# Macushi jezik
Macushi jezik (macusi, macussi, makushi, makusi, makuxi, teueia, teweya; ISO 639-3: mbc), indijanski jezik karipske porodice, kojim govori oko 29 100 ljudi na području sjevernog Brazila, Gvajane i Venezuele. Većina govornika koncentrirana je uz rijeke Contingo, Quino, Pium i Mau u Brazilu (19 000; 2001 ISA) i 9 500 u južnoj Gvajani (2001 ISA), u 20 malih naselja u podnožju planina Pakaraima. Na području Venezuele ima oko 600 govornika.
Pripadnici plemena Makuši u Gvajani su dvojezični na [engleski|engleskom], u Brazilu na portugalskom

## Vanjske poveznice
- Ethnologue (14th)
- Ethnologue (15th)